# Ruy Brissac
Ruy Pedro Brisac de Almeida (Bragança Paulista ou Bom Jesus dos Perdões, 22 de março de 1989), mais conhecido como Ruy Brissac, é um ator, cantor, compositor e dançarino brasileiro, que tornou-se notório em 2016, interpretando o vocalista Dinho, do Mamonas Assassinas, na peça de teatro O Musical Mamonas. Por conta desse papel, ele foi agraciado com 2 prêmios: Prêmio Bibi Ferreira (Melhor Ator Revelação) e Prêmio Arte Qualidade Brasil (Melhor Ator de Teatro Musical).
Em novembro de 2018, lançou seu EP de estreia, intitulado "Gato Preto".

## Carreira
Começou sua carreira no mundo da música muito cedo, aos 8 anos de idade, cantando no coral da igreja e na escola que estudava. Dentre várias bandas que participou em sua cidade, aos 15 anos montou a sua própria, a "Kronos", com a qual se apresentou em festivais e encontro de motociclistas na região de sua terra natal.
Em 2016, interpretou o cantor Dinho na peça de teatro O Musical Mamonas Por conta desse trabalho, foi convidado pela RecordTV para interpretar o mesmo personagem na minissérie Mamonas Assassinas - A Série. Devido a problemas de enredo, porém, o projeto desta minissérie foi adiado, e o elenco escolhido pela emissora foi dispensado. O projeto foi retomado em 2023 e Ruy manteve sua escalação no papel do vocalista.
Em maio de 2018, foi convidado pela Universal Music para ser o vocalista da canção Vai Aê!, cuja letra foi postumamente atribuída a Dinho, do Mamonas. A obra inacabada teria sido encontrada no ano anterior, em rascunhos do falecido cantor, por Jorge Santana, seu primo. Ruy Brissac complementou a letra, inserindo alguns trechos novos.
Ainda em 2018, lançou o seu EP de estreia, Gato Preto, onde assumiu a persona que dá nome ao EP. Gato Preto conta com quatro músicas: Gato Preto, Formas de Amor, Minha Lei e Trajetória.
Voltou ao teatro em 2022, na versão brasileira de Grease, interpretando os personagens Vince Fontaine e Officer Maiale.

## Discografia

### Singles
- 2018 - "Vai Aê!" - (com Mamonas Assassinas)[14]
- 2018 - "Gato Preto"[9]

## Teatro
| Ano     | Peça               | Gênero  | Papel                                   | Notas                      | Ref.   |
| ------- | ------------------ | ------- | --------------------------------------- | -------------------------- | ------ |
| 2016    | O Musical Mamonas  | Musical | Dinho (vocalista do Mamonas Assassinas) |                            | [ 9 ]  |
| 2017    | Paralamas em Cena  | Musical |                                         |                            | [ 15 ] |
| 2022-23 | Grease - O Musical | Musical | Vince Fontaine / Officer Maiale         | também cover de Teen Angel | [ 13 ] |

### Prêmios e Indicações
| Ano  | Prêmio                       | Categoria                     | Trabalho Indicado                       | Resultado | Ref.  |
| ---- | ---------------------------- | ----------------------------- | --------------------------------------- | --------- | ----- |
| 2016 | Prêmio Bibi Ferreira         | Melhor Ator Revelação         | Dinho (vocalista do Mamonas Assassinas) | Venceu    | [ 5 ] |
| 2016 | Prêmio Arte Qualidade Brasil | Melhor Ator de Teatro Musical | Dinho (vocalista do Mamonas Assassinas) | Venceu    | [ 6 ] |

## Filmografia

### Cinema
| Ano  | Título                                       | Personagem                     | Ref.   |
| ---- | -------------------------------------------- | ------------------------------ | ------ |
| 2023 | Mamonas Assassinas - O Impossível Não Existe | Alecsander Alves Leite (Dinho) | [ 16 ] |